# Théus
Théus ist eine französische Gemeinde im Département Hautes-Alpes in der Region Provence-Alpes-Côte d’Azur. Sie gehört zum Arrondissement Gap und zum Kanton Chorges. Die Einwohner nennen sich Théüsain oder Théüsaine.

## Geografie
Théus befindet sich im Bereich der Seealpen. Im Süden fließt die Durance an der Grenze zu Rochebrune entlang. Die weiteren Nachbargemeinden sind Remollon und Saint-Étienne-le-Laus im Westen, Avançon im Norden und Espinasses im Osten.

## Bevölkerungsentwicklung
| Jahr      | 1962 | 1968 | 1975 | 1982 | 1990 | 1999 | 2008 | 2017 |
| --------- | ---- | ---- | ---- | ---- | ---- | ---- | ---- | ---- |
| Einwohner | 145  | 144  | 132  | 137  | 140  | 156  | 189  | 200  |

## Sehenswürdigkeiten
- Kapelle Saint-Pierre
- Kirche Saint-Nicolas
- Burgruine bzw. Überreste eines Forts

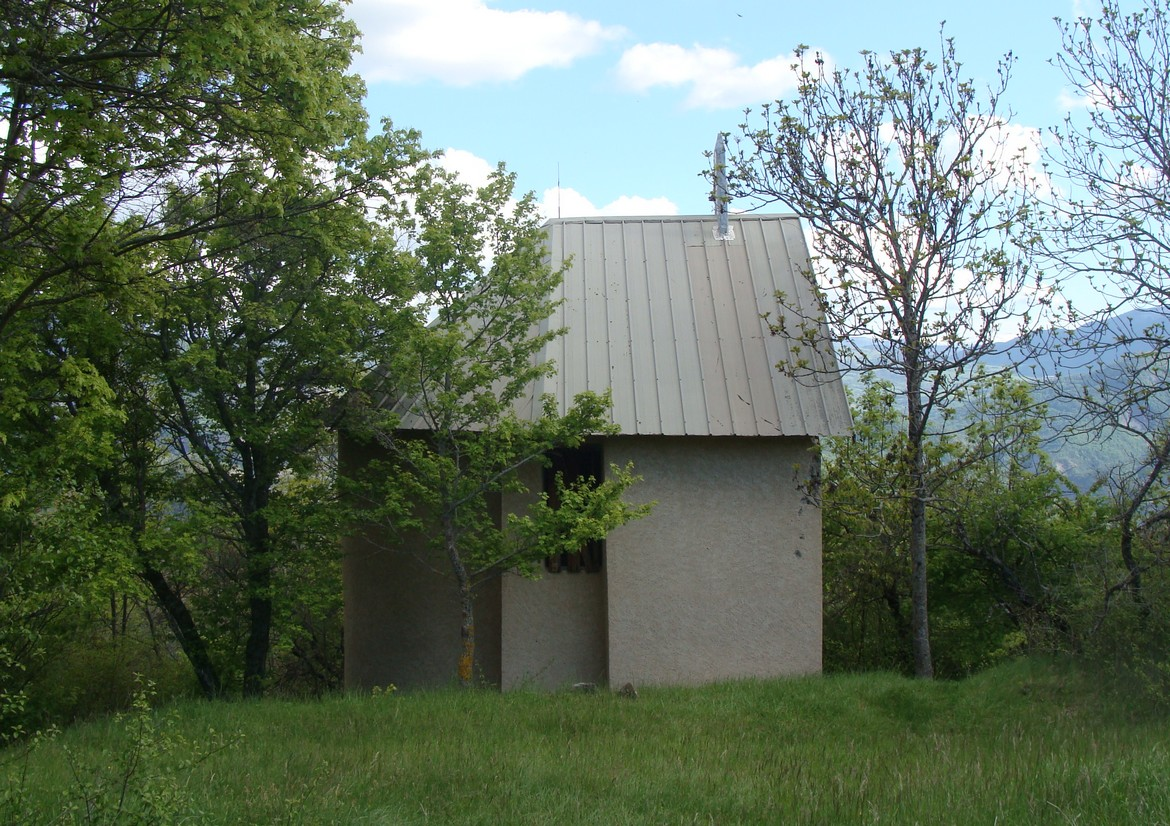
Kapelle Saint-Pierre
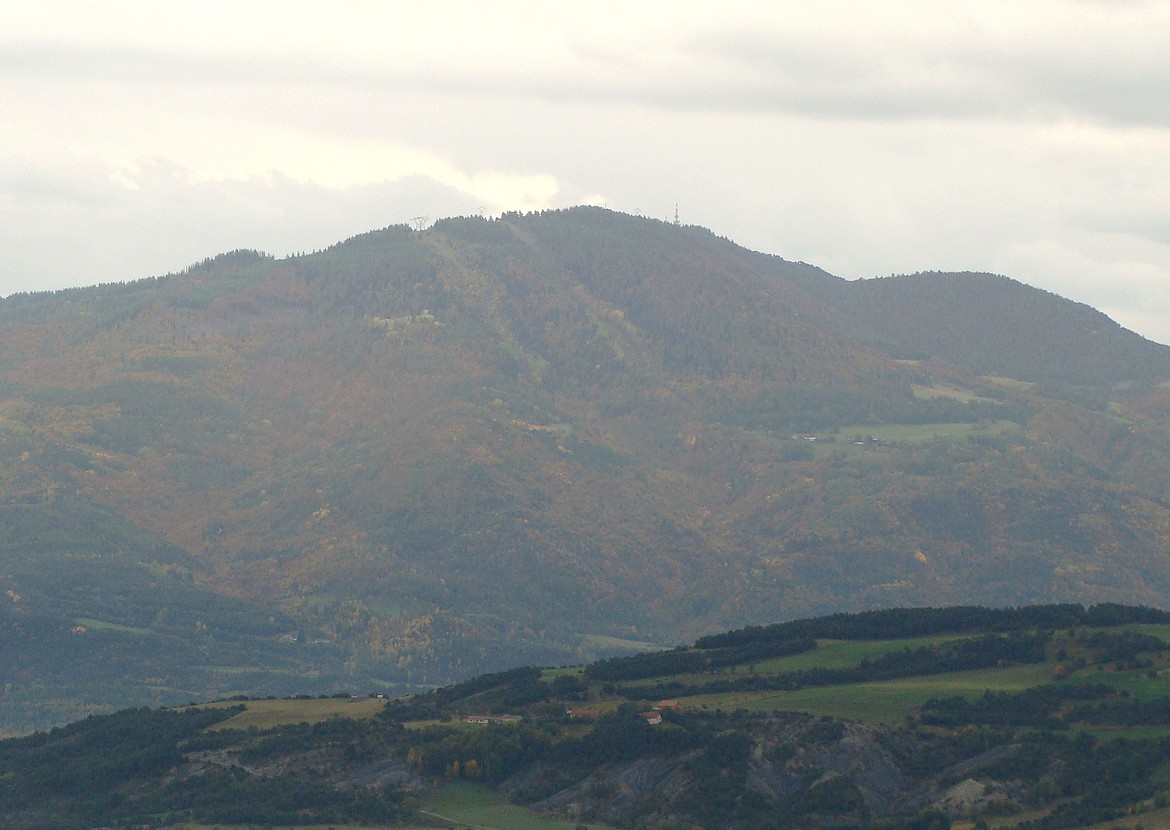
Blick von Théus zum 1734 m hohen Mont Colombis
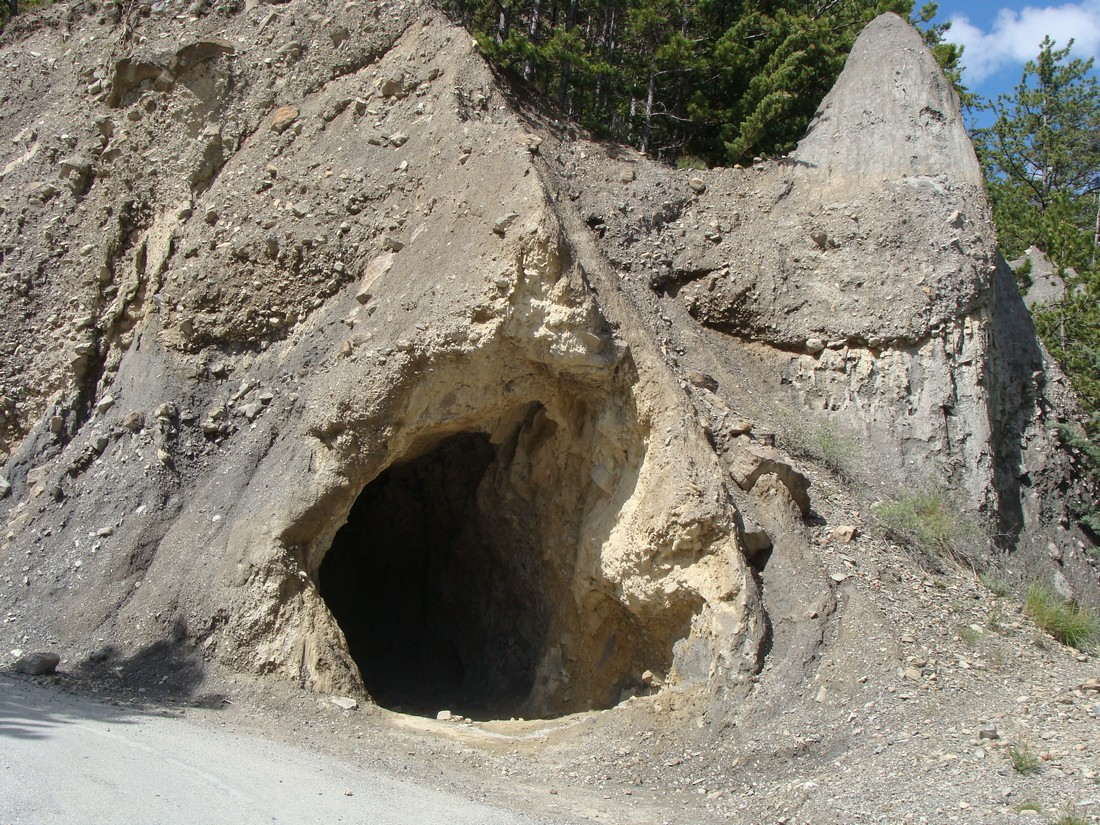
Grotte bei Théus